# Мог
Мог (фр. Mogues) — коммуна во Франции, находится в регионе Шампань — Арденны. Департамент коммуны — Арденны. Входит в состав кантона Кариньян. Округ коммуны — Седан.
Код INSEE коммуны — 08291.
Коммуна расположена приблизительно в 230 км к северо-востоку от Парижа, в 105 км северо-восточнее Шалон-ан-Шампани, в 45 км к востоку от Шарлевиль-Мезьера.

## Население
Население коммуны на 2008 год составляло 147 человек.
| 1962 | 1968 | 1975 | 1982 | 1990 | 1999 | 2008 |
| ---- | ---- | ---- | ---- | ---- | ---- | ---- |
| 145  | 165  | 168  | 122  | 156  | 137  | 147  |

## Экономика

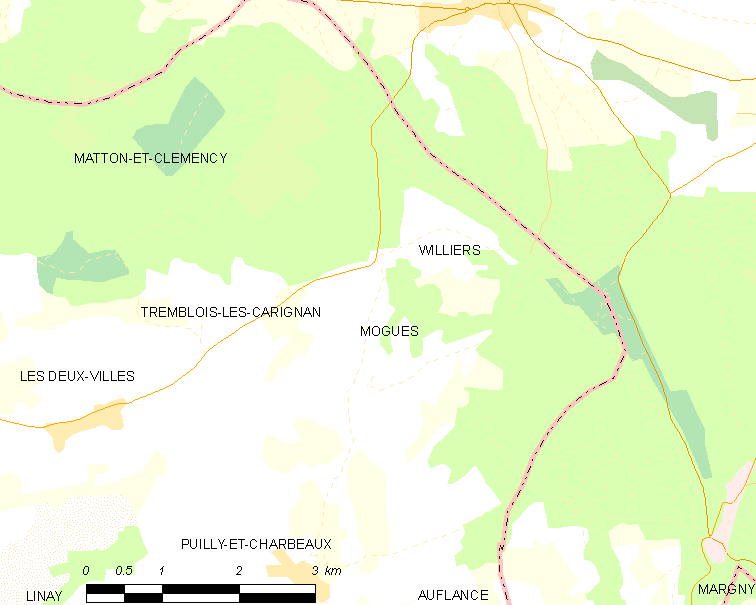
Карта коммуны

В 2007 году среди 91 человек в трудоспособном возрасте (15—64 лет) 69 были экономически активными, 22 — неактивными (показатель активности — 75,8 %, в 1999 году было 65,5 %). Из 69 активных работали 67 человек (37 мужчин и 30 женщин), безработными были 2 мужчин. Среди 22 неактивных 9 человек были учениками или студентами, 5 — пенсионерами, 8 были неактивными по другим причинам.